# Károly Fellinger
Dans le nom hongrois Fellinger Károly, le nom de famille précède le prénom, mais cet article utilise l’ordre habituel en français Károly Fellinger, où le prénom précède le nom.
 (juin 2016).
Œuvres principales
Bétonnière ivre (2015), 
Külön bejárat (2015), 
Kincsesláda (2015), 
Humility (2014), 
Alázat (2013), 
Rész és egész (2012)
Károly Fellinger, né le 20 novembre 1963 à Bratislava, est un poète, écrivain et historien local slovaque, de culture et langue hongroises. Il vit à Jelka en Slovaquie.

## Biographie et œuvre
Károly Fellinger est né le 20 novembre 1963, à Bratislava. Depuis son enfance, il vit à Jelka. Il est agriculteur et propriétaire terrien. Il a publié 20 livres en hongrois. Il s’agit de poésie pour enfants pour la plupart, et également d’une monographie de l'histoire de son village et de contes. Ses poèmes ont été traduits en français, anglais, allemand, roumain, serbe, russe, slovaque et turc. Il a reçu deux fois le prix Opus d’Or du SZMÍT (Société des écrivains hongrois de Slovaquie),, ainsi qu'en 2014 le prix Imre Forbáth pour le meilleur recueil de poèmes en hongrois de l’année. Il a remporté l’édition 2013 du concours de poètes Bóbita de l’Union des écrivains hongrois. Il a été député de la ville de Jelka pendant vingt ans et maire adjoint pendant quatre ans. 
Ses poèmes ont été choisis, traduits en français, préfacés par Károly Sándor Pallai et publiés sous le titre Bétonnière ivre à Paris aux Éditions du Cygne en 2015. Les portails littéraires Recours au Poème et La Cause Littéraire ont publié des notes de lecture appréciatives sur le recueil,. Ses poèmes ont été publiés dans plusieurs anthologies (Oslo, New York),. En 2014, Károly Sándor Pallai, historien de la littérature, lui a consacré une longue analyse en anglais, étudiant le côté philosophique et abstrait de sa poésie. En 2013, József Fekete J. a consacré une étude approfondie au recueil Alázat de l'auteur. En 2016, il a reçu le prestigieux Prix Madách du Fonds littéraire de Slovaquie pour son recueil Különbejárat. En 2016, il a été l'unique auteur slovaque à figurer dans l'édition 2015 de l'anthologie mondiale de la poésie (World Poetry Yearbook), publié en Chine. En 2016, ses poèmes ont été choisis et publiés dans l'anthologie annuelle de la Société des écrivains hongrois de Slovaquie . 
En 2017, ses poèmes ont été publiés dans les revues américaines Empty Mirror et Setu, dans Sipay (Seychelles), A New Ulster (Irlande du Nord), Ygdrasil (Canada) et dans la prestigieuse revue belge, Traversées . Cette même année, il a publié son recueil de contes Kincsesláda en édition bilingue (hongrois-anglais, traduit par Károly Sándor Pallai) et la Société des écrivains hongrois de Slovaquie lui a décerné le prix Tibor Simkó pour son recueil de contes Ilka vára. On lui a décerné la médaille du président de la région de Trnava pour sa contribution à la culture et cette même année, il a publié son deuxième recueil en français, À l'affût de Dieu (Éditions du Cygne) et un nouveau recueil de poésie en hongrois, Köti a sötétséget (Media Nova M). En 2017, son poème intitulé "Elbocsátó" a été traduit en anglais par Károly Sándor Pallai et publié dans l'anthologie poétique internationale Amaravati Poetic Prism (Inde).

## Prix littéraires
- 2017 : Médaille du président de la région de Trnava pour la contribution à la culture
- 2017 : Prix Tibor Simkó (Société des écrivains hongrois de Slovaquie)
- 2016 : Prix Madách (Fonds littéraire de Slovaquie)
- 2014 : Prix Imre Forbáth (Société des écrivains hongrois de Slovaquie)
- 2013 : Prix Bóbita (Union des écrivains hongrois)
- 2011 : Prix Opus d'Or (Société des écrivains hongrois de Slovaquie)
- 2010 : Prix Opus d'Or (Société des écrivains hongrois de Slovaquie)

## Œuvres
- 2018: Szimering, Kalligram Kiadó, (poèmes en hongrois) Bratislava, Slovaquie
- 2018: Hullámvasút, Vámbéry Polgári Társulás (poèmes en hongrois), Media Nova M, Dunajská Streda, Slovaquie
- 2018: Mindjárt gondoltam, Vámbéry Polgári Társulás (poèmes en hongrois), Media Nova M, Dunajská Streda, Slovaquie
- 2017: ΦΩΣ ΣΤΙΣ ΠΕΥΚΟΒΕΛΟΝΕΣ poetry by ΚΑΡΟΛΟΣ ΦΕΛΙΝΓΚΕΡ (poèmes en grec), OSTRIA, Athènes, Grèce.
- 2017: À l'affût de Dieu (poèmes en français), Éditions du Cygne, Paris, France
- 2017: Köti a sötétséget (poèmes en hongrois), Media Nova M, Dunajská Streda, Slovaquie
- 2017: A Kincsesláda - The Treasure Chest (contes en éditions bilingue hongrois-anglais), AB-ART, Bratislava, Slovaquie
- 2016: Fellinger Károly legszebb versei (poèmes en hongrois), AB-ART, Ekecs, Slovaquie
- 2016: Sieve of Light in the Pine Forest (poèmes en anglais), Ekstasis Editions, Victoria (Colombie-Britannique), Canada
- 2016 : Dios está ausente (poèmes en espagnol), Luhu Editorial, Alcoy, Espagne
- 2016 : Ilka vára (contes en hongrois), Vámbéry Polgári Társulás, Dunajská Streda, Slovaquie
- 2016 : Kéreggyűjtés (poèmes en hongrois), AB-ART, Bratislava, Slovaquie
- 2015 : Különbejárat (poèmes en hongrois), Media Nova M, Dunajská Streda, Slovaquie
- 2015 : Pokora (poèmes en slovaque), Hungarian Writers‘ Association of Slovakia, Dunajská Streda, Slovaquie
- 2015 : Bétonnière ivre (poèmes en français), Éditions du Cygne, Paris, France
- 2015 : Kincsesláda (contes), AB-ART, Ekecs, Slovaquie
- 2015 : Zavesa iz lucsej szveta (poèmes en russe), Vest-Konszalting, Moscou, Russie
- 2015 : Tevazu (poèmes en turc), Siirden Yayincilik, Istanbul, Turquie
- 2014 : Din cartea uitarii (poèmes en roumain), Tipo Moldova, Iași, Roumanie
- 2014 : Humility (poèmes en anglais), Libros Libertad, Surrey, Canada
- 2014 : Jancsi és Juliska (poésie), AB-ART, Ekecs, Slovaquie
- 2014 : Csigalépcső (poèmes choisis pour enfants), AB-ART, Ekecs, Slovaquie
- 2013 : Poniznost (poèmes en serbe), Umetnicka Scena Siveri Janos, Mužla, Ser
- 2013 : Demut (poèmes en allemand), Windrose, Frauenkirchen, Autriche
- 2013 : Morzsabál (poésie pour enfants), Lilium Aurum, Dunajská Streda, Slovaquie
- 2013 : Alázat (poèmes choisis), AB-ART, Ekecs, Slovaquie
- 2012 : Rész és egész (poésie), Lilium Aurum, Dunajská Streda, Slovaquie
- 2011 : Mákom van (poésie pour enfants), Lilium Aurum, Dunajská Streda, Slovaquie
- 2011 : Csomagmegőrző (poèmes choisis), Mosonvármegye Könyvkiadó, Mosonmagyaróvár
- 2010 : Dióbölcső, mákfejcsörgő (poésie pour enfants), Lilium Aurum, Dunajská Streda, Slovaquie
- 2009 : Hajléktalan búzavirág (contes et légendes), Lilium Aurum, Dunajská Streda, Slovaquie
- 2008 : Szélkergető kerek köpeny (poésie pour enfants), Lilium Aurum, Dunajská Streda, Slovaquie
- 2006 : Fűhárfa (poésie pour enfants), Lilium Aurum, Dunajská Streda, Slovaquie
- 2004 : Fészek az égen (poésie), Lilium Aurum, Dunajská Streda, Slovaquie
- 1997 : Jóka-nevezetességek, Honismereti Kiskönyvtár, Komárno, Slovaquie
- 1997 : Égig érő vadkörtefák (contes et poèmes pour enfants), Lilium Aurum, Dunajská Streda, Slovaquie
- 1996 : Csendélet halottakkal (poésie), Lilium Aurum, Dunajská Streda, Slovaquie
- 1991 : Áramszünet (poésie), Madách, Bratislava, Slovaquie